# Steroidy

Steran z oznaczeniem pierścieni i numeracją atomów

Steroidy, sterydy – organiczne związki chemiczne, specyficzne lipidy, których wspólną cechą jest występowanie w ich cząsteczkach szkieletu węglowego w postaci czterech sprzężonych pierścieni, czyli steranu (cyklopentanoperhydrofenantrenu). 
W tkankach roślin i zwierząt wykryto jak dotąd istnienie kilkuset różnych steroidów, które pełnią w ich organizmach rozmaite funkcje. W fizjologii i medycynie najważniejszymi steroidami są cholesterol i jego pochodne oraz hormony steroidowe. Kortykosteroidy to hormony zwierzęce regulujące w organizmie przemiany białek, węglowodanów i tłuszczów. W medycynie kortykosterydami nazywa się też grupę leków, często syntetycznych, o działaniu przeciwzapalnym, przeciwalergicznym i immunosupresyjnym, mających silny wpływ na gospodarkę węglowodanową, białkową, lipidową i wodno-elektrolitową organizmu.
We wszystkich steroidach występuje podstawowy układ czterech sprzężonych pierścieni węglowych. W zależności od rodzaju steroidu szkielet ten może być w różny sposób rozbudowany o dodatkowe atomy węgla, tworząc np. układ estranu, androstanu, pregnanu, cholanu i cholestanu. Do układów tych mogą być przyłączone rozmaite grupy funkcyjne, zmieniające w szerokim zakresie ich aktywność biologiczną.

## Wybrane grupy steroidów w zależności od budowy
- pochodne estranu, np. estradiol, estron stanowiące żeńskie hormony płciowe
- pochodne androstanu, np. testosteron i androsteron, stanowiące męskie hormony płciowe
- pochodne pregnanu, np. aldosteron, kortekson, kortykosteron i kortyzon (hormony kory nadnercza) oraz progesteron (wydzielany podczas cyklu miesiączkowego kobiety oraz ciąży)
- pochodne cholanu, np. kwas cholanowy i kwasy cholowe − substancje obecne w żółci
- pochodne cholestanu, np. cholesterol, stygmasterol, ergosterol

## Wybrane grupy steroidów w zależności od funkcji i zastosowań
- sterole (np. cholesterol) − obecne we krwi i błonach komórkowych
- hormony płciowe − sterujące zachowaniami seksualnymi
- kortykosteroidy − sterujące metabolizmem, równowagą elektrolityczną
- sterydy anaboliczne − grupa sterydów mających zdolność sterowania anabolizmem organizmu i wykorzystywanych w dopingu wydolnościowym (niedozwolonych w sporcie)
- prohormony − syntetyczne sterydy anaboliczne legalnie dostępne w Stanach Zjednoczonych jako suplementy diety dla kulturystów do czasu nowelizacji prawa w 2004, zastąpione legalnymi sterolami i innymi związkami pochodzenia roślinnego.